# On the Wing
On the Wing („Na křídlech“) je dokumentární film, natočený pro kina IMAX v roce 1986. Mezi nejzajímavější scény patří otestování plně funkční létající repliky obřího ptakoještěra rodu Quetzalcoatlus, kterou vyrobil letecký inženýr Paul MacCready se svým týmem. Kromě repliky pterosaura s rozpětím křídel 5,5 metru vypráví film také o počátcích lidské snahy o dobytí vzduchu. Film vznikal ve spolupráci s muzeem National Air and Space Museum při vědeckém ústavu Smithsonian Institution. V dokumentu jsou také použity unikátní záběry z prvních let komerční letecké dopravy.